# Concatedral de la Asunción de María (Irsina)
La Concatedral de la Asunción de María o simplemente Catedral de Irsina (en italiano: Concattedrale di S. Maria Assunta) Antes Catedral de Montepeloso es una catedral católica dedicada a la asunción de la Virgen María, situada en Irsina en la región de Basilicata, Italia. Desde 1977 es co-catedral de la Arquidiócesis de Matera-Irsina, y fue anteriormente, desde 1818, co-catedral de la Diócesis de Gravina-Irsina. Antes era la sede de la Diócesis de Montepeloso. El edificio actual fue construido en el siglo XIII y remodelado en 1777. Tiene una fachada barroca y un campanario gótico. Contiene una fuente bautismal de mármol rojo y una serie de pinturas del siglo XVIII de la escuela napolitana.
La catedral también contiene una conocida estatua de mármol de Santa Eufemia. Esto ha sido atribuida por algunos críticos a Mantegna, y fue exhibido como suya en Mantua en 2009. Otros sin embargo, incluyendo a Giovanni Agosti, comisario de la exposición de Mantegna en el Louvre, lo atribuyen a Pietro Lombardo.La discusión sobre el tema continúa.

## Véase también

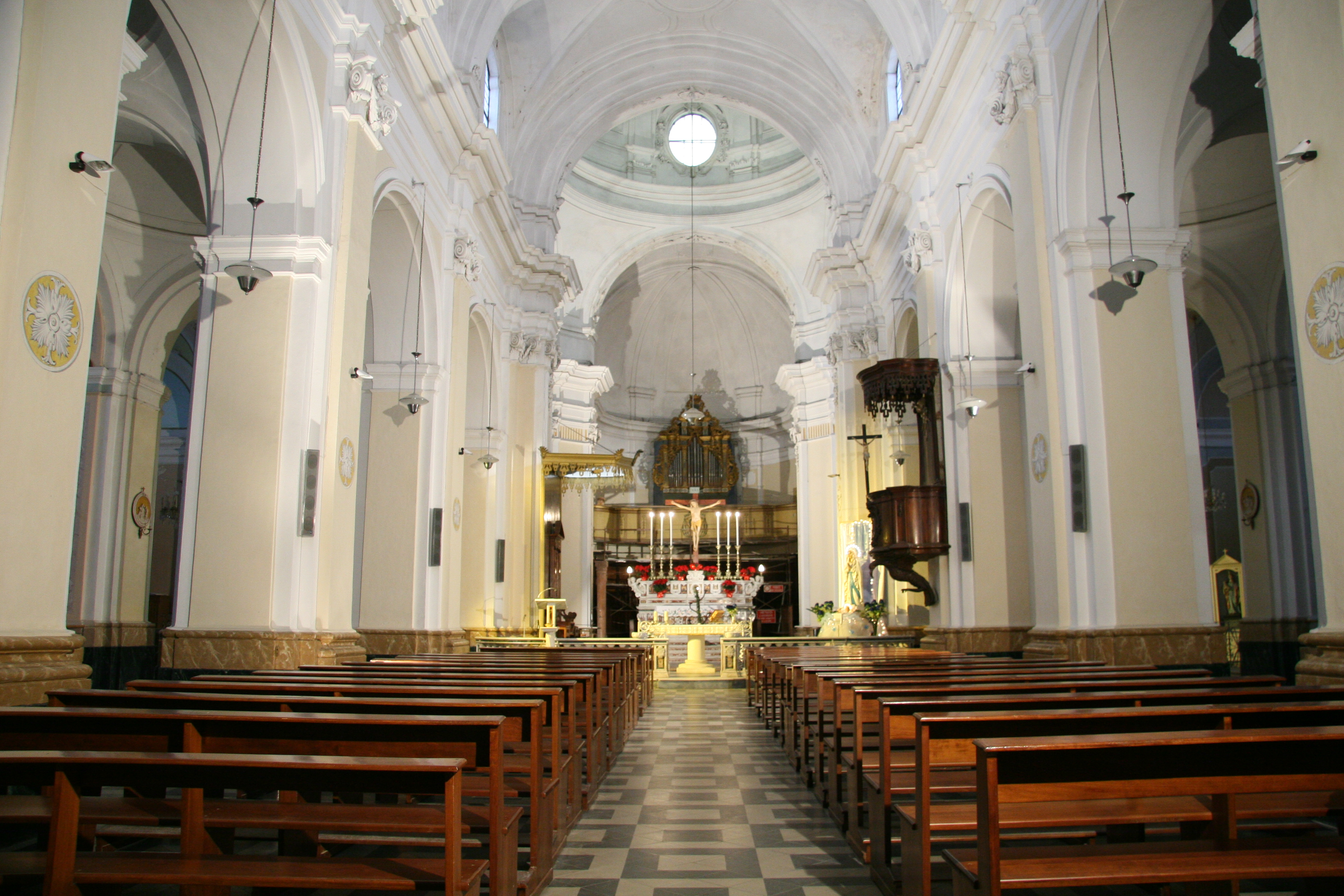
Vista interna